# Przełęcz u Panienki
Przełęcz u Panienki (739 m n.p.m.) – przełęcz w Grupie Magurki Wilkowickiej w Beskidzie Małym. Znajduje się pomiędzy szczytami Groniczek (839 m) i Chrobaczej Łąki (828 m). Z południowych stoków poniżej przełęczy wypływa potok Żarnówka Duża, z północnych potok Kozówka. Rejon przełęczy porasta las.

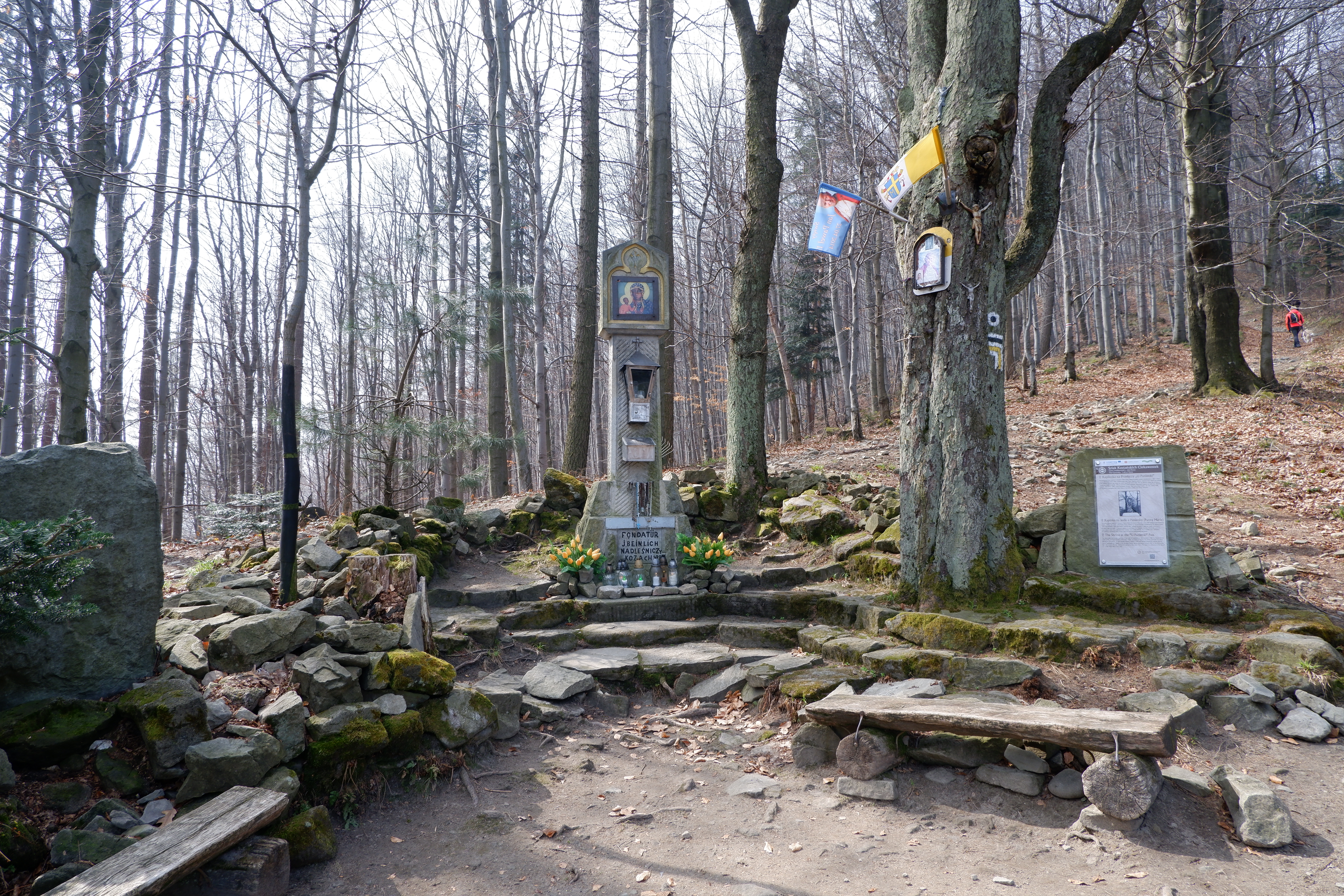
Kapliczka na przełęczy

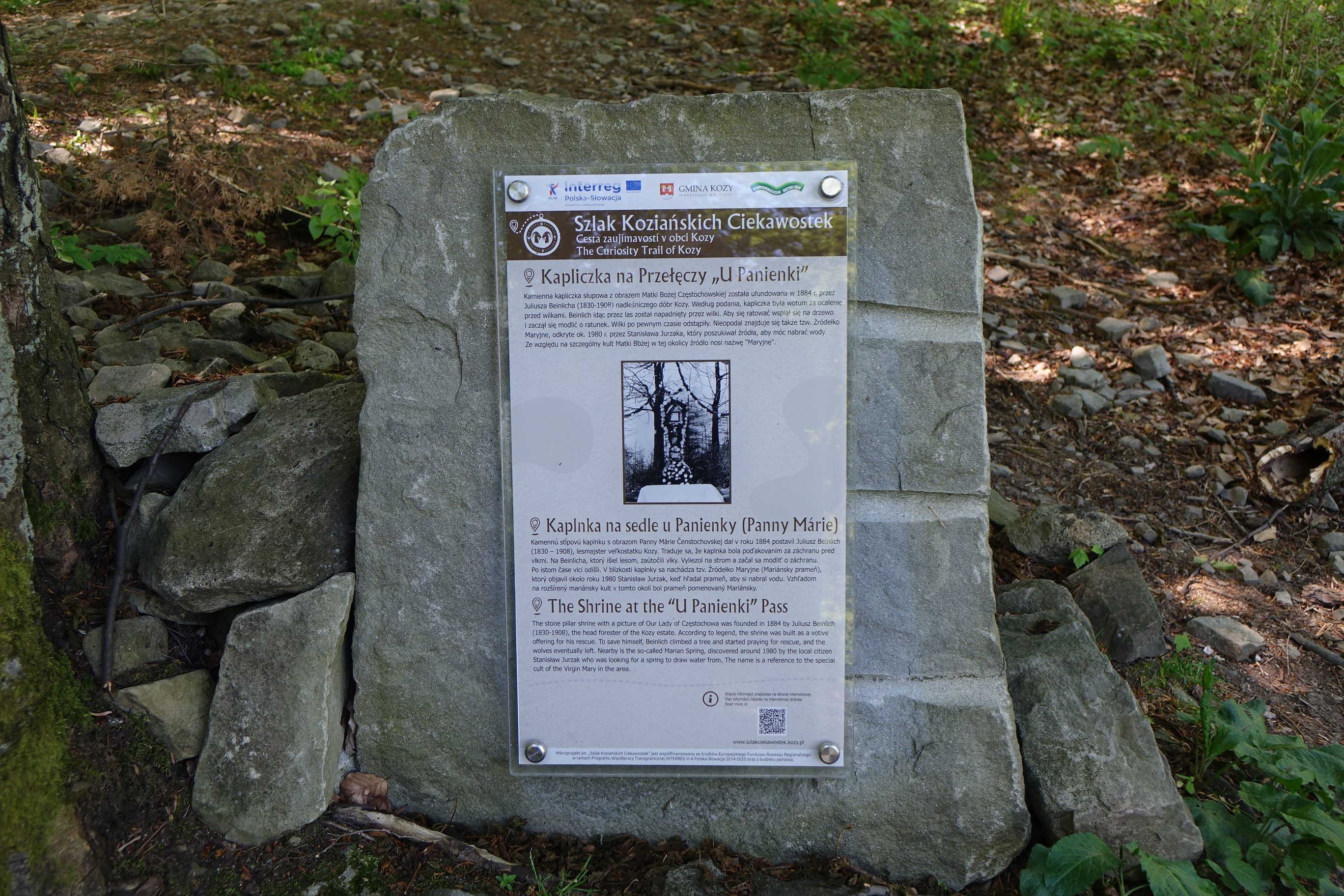
Kamień z tablicą pamiątkową

Nazwa przełęczy pochodzi od kapliczki z przedstawieniem Najświętszej Maryi Panny („Panienki”). Kapliczka została ufundowana przez nadleśniczego dóbr Kozy, Juliusza Beinlicha w 1884 roku, jak głosi tradycja – z wdzięczności za cudowne ocalenie życia przed wilkami. Kapliczka ma formę kamiennego obelisku z obrobionych bloków piaskowca (prawdopodobnie miejscowego pochodzenia), z postumentem o poszerzonej podstawie. Znajdujący się w górnej części obraz – twarz Madonny Częstochowskiej – ufundowany został przez Julię i Jerzego Giernlów z Krakowa, związanych rodzinnie z Kozami, w 1965 roku. Wyryty w kamieniu napis dotyczy fundatora i daty fundacji. Najbliższe otoczenie kapliczki tworzą kasztanowce wydzielające niewielki placyk przed postumentem, gdzie można zatrzymać się na odpoczynek lub modlitwę. Miejsce to odwiedzają najczęściej mieszkańcy Kóz i Międzybrodzia, a także liczni turyści, gdyż koło kapliczki znajduje się skrzyżowanie szlaków turystycznych.
Na północnych stokach przełęczy znajduje się Źródło Maryjne, woda z którego podobno uzdrawia wiele chorób. Wypływa z niego potok Kozówka. Od żółtego i czerwonego szlaku na odcinku do Chrobaczej Łąki, nieco powyżej przełęczy prowadzi do źródła strzałka z napisem: Do źródła maryjnego – 2 min.
Przez przełęcz biegnie granica między miejscowością Kozy w powiecie bielskim a Żarnówką Dużą (część wsi Międzybrodzie Bialskie) w powiecie żywieckim (obydwie miejscowości w województwie śląskim).

## Piesze szlaki turystyczne
Mały Szlak Beskidzki na odcinku: Zapora Porąbka – Zasolnica – Bujakowska Góra (Bujakowski Groń) – Chrobacza Łąka – Przełęcz U Panienki – Groniczki – Gaiki – Czupel – Bielsko-Biała. Czas przejścia: 4:05 h, ↑ 4:25 h
 Kozy – Kamieniołom w Kozach – Przełęcz u Panienki – Chrobacza Łąka – Żarnówka Duża. Czas przejścia: 2:50 h, ↑ 3 h
 Lipnik Górny – Przełęcz u Panienki. Czas przejścia: 1:25 h, ↑ 55 min
Szlak Papieski: Kamieniołom w Kozach – Chrobacza Łąka – Przełęcz u Panienki – Groniczki – Gaiki – przełęcz Przegibek – Magurka Wilkowicka – Łysa Przełęcz – Straconka.